# Сету, Варада
Ва́рада Се́ту (англ. Varada Sethu; род. 12 мая 1992, Керала) — британская актриса кино и телевидения индийского происхождения, известная ролями детектива-сержанта Мишаль Али в телесериале «Безжалостное солнце» (2018) и Синты Кас в телесериале «Андор» (2022—2025). В телесериале «Доктор Кто» сыграла спутницу Доктора Белинду Чандру (2025) после эпизодической роли другого персонажа в предыдущем сезоне.

## Биография
Варада Сету и её сестра-близнец Абхайя родились 12 мая 1992 года в индийском штате Керала и имеют малаяльское происхождение. Оба родителя — врачи. Ещё будучи ребёнком эмигрировала с родителями и сестрой в Великобританию, где они поселились в городе Ньюкасл-апон-Тайн. Там она окончила школу дамы Аллан, была членом Национального юношеского театра, в 2010 году получила титул «мисс Ньюкасл». После школы окончила Бристольский университет, в котором училась сначала на ветеринара, а после перевелась на факультет физиологии. Варада с детства владеет национальными танцами бхаратнатьям и мохини-аттам. Позже проходила обучение в Identity School of Acting в Лондоне.
С 2010 года Варада начала сниматься в кино, с 2015 года — для телевидения.

## Фильмография

### Кино
| Год  |     | Русское название                | Оригинальное название        | Роль                  |
| ---- | --- | ------------------------------- | ---------------------------- | --------------------- |
| 2010 | кор | Впечатления                     | Impressions                  | Самина                |
| 2011 | ф   | Шалава                          | Sket                         | Киран                 |
| 2012 | ф   | Английский: Осень в Лондоне     | English: An Autumn in London | Мегана Скариах        |
| 2016 | ф   | Иллюзия обмана 2                | Now You See Me 2             | ассистентка Тресслера |
| 2016 | кор | Экспресс-доставка               | Special Delivery             | Парминдер             |
| 2020 | кор | Плохие новости                  | Bad News                     | Минди                 |
| 2021 | кор | Брошенный                       | Jilted                       | Джо                   |
| 2022 | ф   | Мир юрского периода: Господство | Jurassic World Dominion      | Шира                  |
| 2022 | ф   | Я был там                       | I Came By                    | Наз Рахим             |

### Телевидение
| Год       |    | Русское название             | Оригинальное название     | Роль                                          |
| --------- | -- | ---------------------------- | ------------------------- | --------------------------------------------- |
| 2015      | с  | Врачи                        | Doctors                   | констебль Кайли Грин (эпизод «Mystic Madge»)  |
| 2016      | тф | Сон в летнюю ночь            | A Midsummer Night's Dream | эльф Душистый Горошек                         |
| 2016      | с  | Свежая кровь                 | New Blood                 | медсестра (3 эпизода)                         |
| 2017      | с  | Доктор Фостер                | Doctor Foster             | Аиша (2 эпизода)                              |
| 2018      | с  | Безжалостное солнце          | Hard Sun                  | детектив-сержант Мишаль Али (6 эпизодов)      |
| 2019—2020 | с  | Ответный удар                | Strike Back               | младший капрал Маниша Четри (17 эпизодов)     |
| 2019      | с  | Ханна                        | Hanna                     | аналитик ЦРУ Макартур (2 эпизода)             |
| 2022—2025 | с  | Андор                        | Andor                     | Синта Кас (8 эпизодов)                        |
| 2023      | с  | Анника                       | Annika                    | детектив-констебль Харпер Уэстон (6 эпизодов) |
| 2023      | с  | Следствие ведёт миссис Сидху | Mrs Sidhu Investigates    | Рани Тур (эпизод «Ripped»)                    |
| 2024      | с  | Доктор Кто                   | Doctor Who                | Манди Флинн (эпизод «Бум»)                    |
| 2025      | с  | Доктор Кто                   | Doctor Who                | Белинда Чандра (15-й сезон)                   |